# Hármashatár

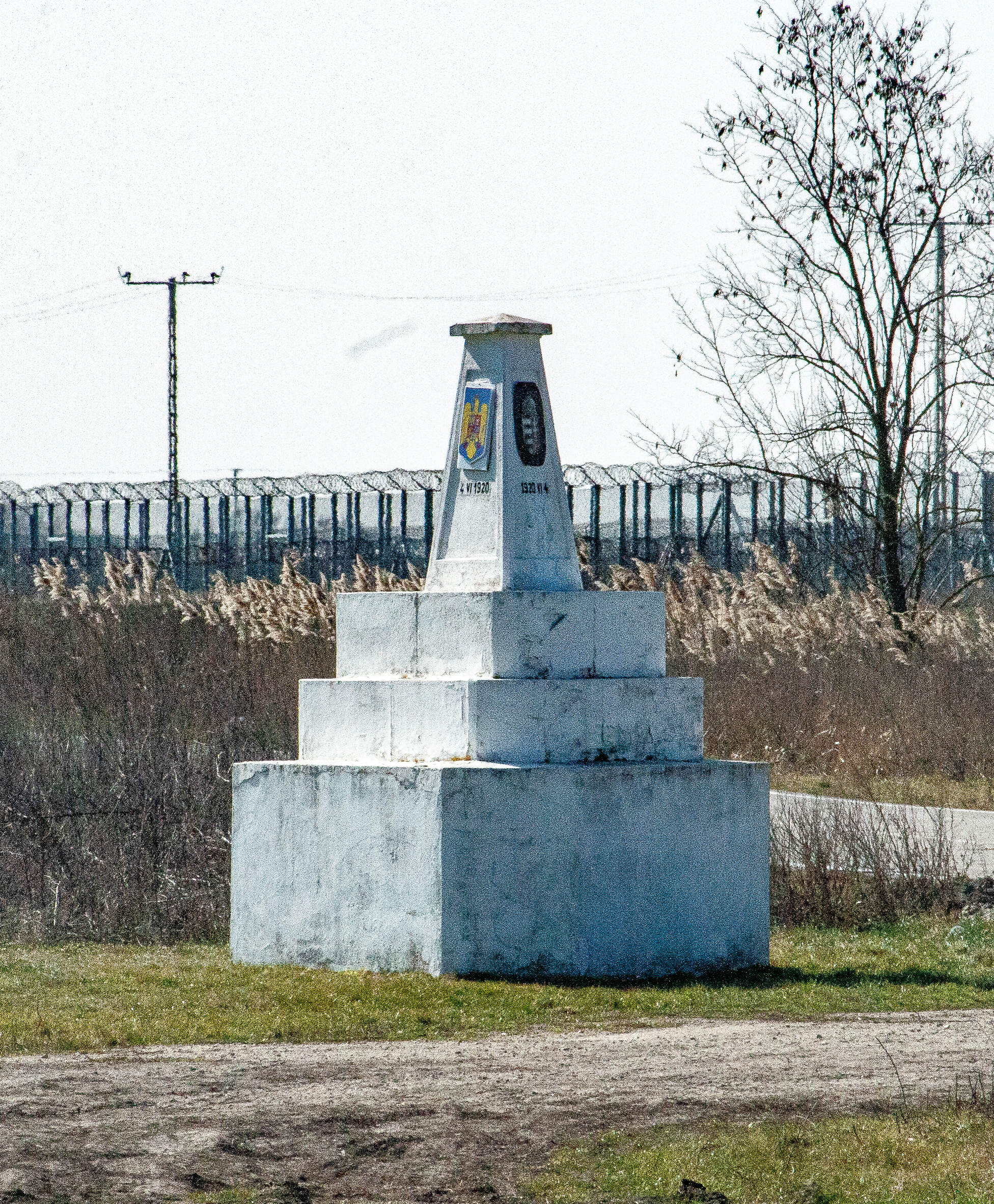
A magyar-román-szerb hármashatár Kübekházánál

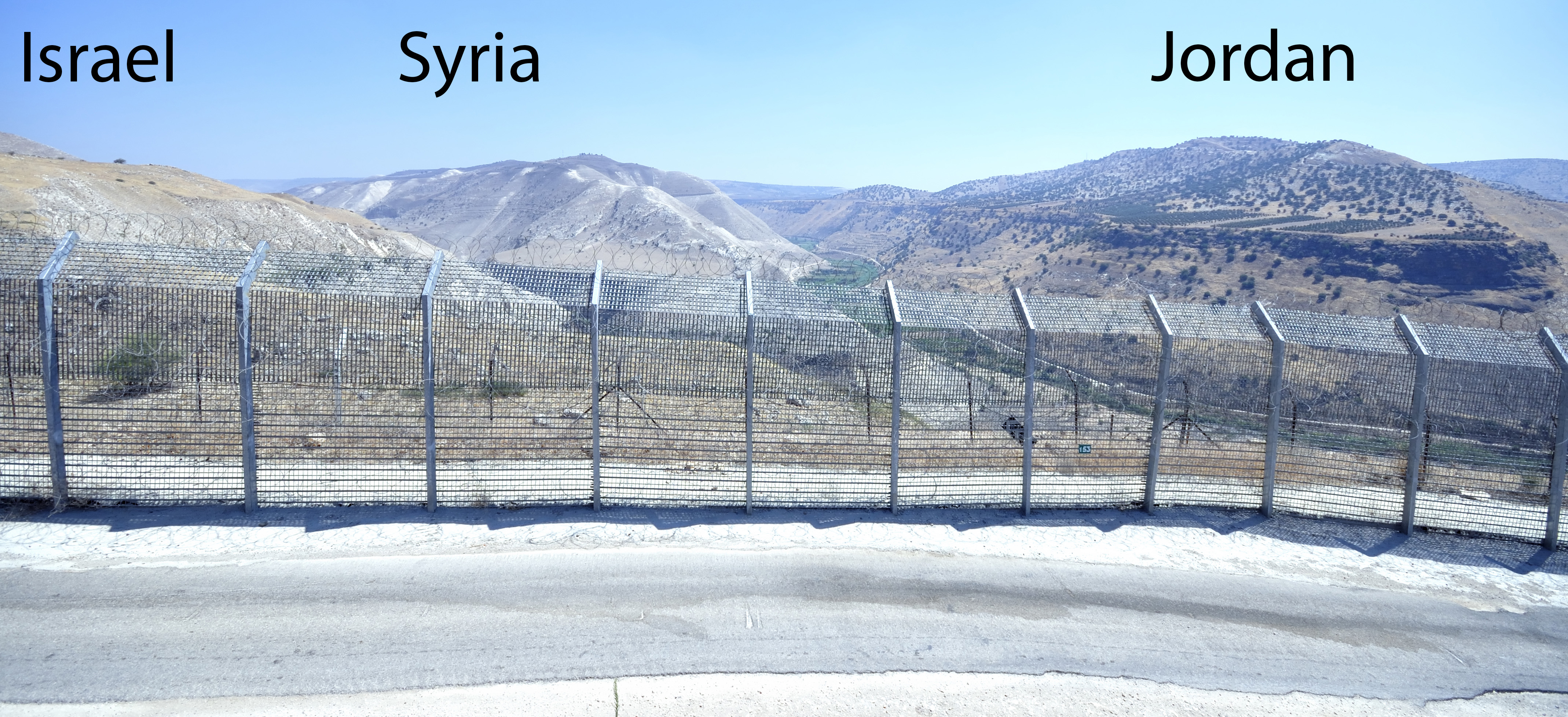
Hármashatár Izrael, Szíria és Jordánia között

A hármashatár olyan földrajzi pont, ahol három egyenrangú terület találkozik (leginkább ország, de lehet megye, járás stb.).
Ezeket a pontokat több helyen emlékmű is jelzi. 2008-ban 157 ország hármashatára volt nyilvántartva, Afrikában 55, Közép-Amerikában csak 2. A legtöbb hármashatára Kínának van.

## Magyarország hármashatárai

### Országhatárok
| \| 1 2 3 4 5 6 7 \| | 1. Rajka (Győr-Moson-Sopron vármegye) – Németjárfalu (Ausztria) – Pozsony (Szlovákia), koordináták: é. sz. 48° 00′ 24″, k. h. 17° 09′ 39″48.006692°N 17.160750°E 2. Záhony (Szabolcs-Szatmár-Bereg vármegye) – Kistárkány (Szlovákia) – Tiszasalamon (Ukrajna), koordináták: é. sz. 48° 24′ 19″, k. h. 22° 08′ 26″48.405156°N 22.140531°E 3. Garbolc (Szabolcs-Szatmár-Bereg vármegye) – Nagypalád (Ukrajna) – Szárazberektelep (Románia), koordináták: é. sz. 47° 57′ 16″, k. h. 22° 53′ 53″47.954542°N 22.897992°E 4. Kübekháza (Csongrád-Csanád vármegye) – Óbéba (Románia) – Rábé (Szerbia), Triplex Confinium, koordináták: é. sz. 46° 07′ 34″, k. h. 20° 15′ 50″46.126144°N 20.263775°E 5. Hercegszántó (Bács-Kiskun vármegye) – Küllőd (Szerbia) – Kiskőszeg (Horvátország), koordináták: é. sz. 45° 55′ 15″, k. h. 18° 53′ 27″45.920725°N 18.890708°E 6. Muraszemenye (Zala vármegye) – Dékánfalva (Horvátország) – Pince (Szlovénia), koordináták: é. sz. 46° 28′ 06″, k. h. 16° 36′ 36″46.468436°N 16.610069°E 7. Felsőszölnök (Vas vármegye) – Magasfok (Szlovénia) – Rábaszentmárton (Ausztria), koordináták: é. sz. 46° 52′ 09″, k. h. 16° 06′ 49″46.869228°N 16.113681°E |
| 1 2 3 4 5 6 7       | |

### Egykori és mai vármegye-hármashatárok

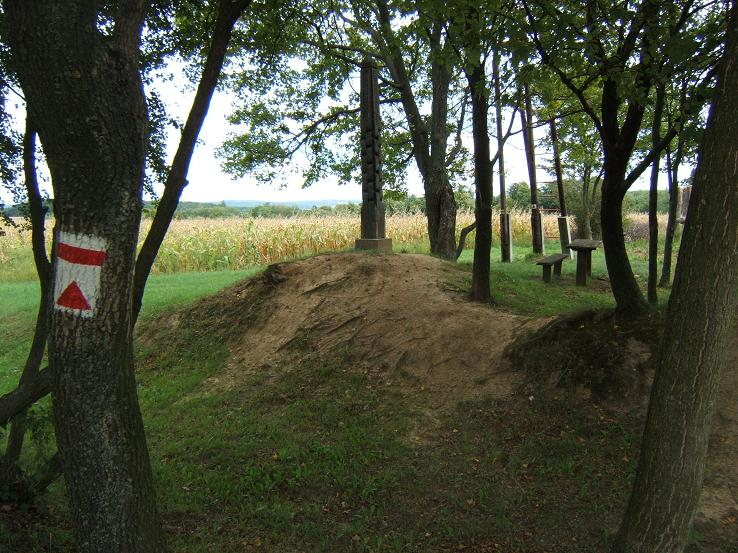
Kopjafa Somogy, Tolna és Baranya vármegyék hármashatárán

- Az egykori Arad, Békés és Csanád vármegyék ma Békés vármegyében található hármashatáránál határkövet és emlékoszlopot állítottak.[2]

- A mai Somogy, Tolna és Baranya vármegyék hármashatárát kopjafa jelöli.[3]

## Képek

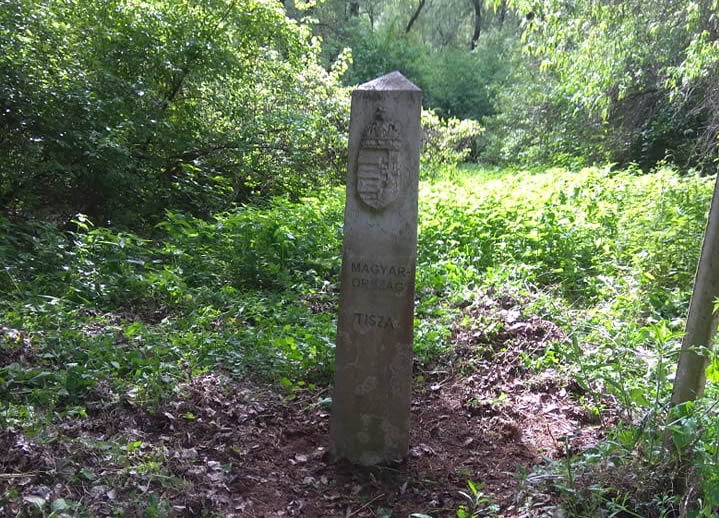
Hármas határ jelzőkő Záhony – Kistárkány (Szlovákia) – Tiszasalamon (Ukrajna), koordináták: é. sz. 48° 24′ 19″, k. h. 22° 08′ 26″